# Muyahidines del Decán
Muyahidines del Decán (hindi: दक्खिन मुजाहिदीन; dakhini/urdu: دکن مجاہدین) es la denominación de un grupo terrorista yihadista. Se cree que puedan ser una célula de otros grupos, como los Muyahidines Indios, que a su vez forman parte del Movimiento Islámico de Estudiantes de India. También se ha dicho que pueden ser una célula de Lashkar-e-Toiba.
El grupo surgió a la luz pública después de adjudicarse la autoría de los atentados de noviembre de 2008 en Bombay. Las autoridades indias han sostenido que los atacantes de esos hechos llegaron desde Pakistán, lo que guarda relación con una perenne acusación del gobierno indio contra aquel país: que sus servicios de inteligencia apoyan grupos terroristas en India.